# Boggy Creek II: And the Legend Continues
Boggy Creek II: And the Legend Continues ist ein US-amerikanischer Tierhorrorfilm von Charles B. Pierce aus dem Jahr 1985.

## Handlung
Brian C. „Doc“ Lockhard, Professor für Kryptozoologie an der University of Arkansas, und seine Studenten Tanya und Tim sowie Tanyas Freundin Leslie brechen nach Texarkana auf, wo sie Munition kaufen. Sie wollen die ominöse Boggy-Creek-Kreatur finden, die unweit in den Sümpfen gesichtet wurde. Unweit des Sulphur River finden sie einen kopflosen Hirsch und Tim vermutet, dass das Tier Opfer der Kreatur geworden ist. Auf der Hinfahrt erzählt Doc ihnen vom alten W. L. Slogan, der einst auf seiner Farm die Boggy-Creek-Kreatur zu sehen glaubte. Er vermutet, dass die Kreatur derzeit besonders aktiv ist, weil eine bestimmte Hochwasserlage sie zur Nahrungssuche in die Öffentlichkeit zwingt.
Die Gruppe schlägt im Sumpfgebiet ihr Zelt auf. Doc berichtet von Otis Tucker, der eines Nachts nach einer Autopanne von einem Wesen angegriffen wurde, jedoch nie das Bewusstsein wiedererlangte, um genauere Details zu berichten. Doc aktiviert seinen mitgebrachten Computer, der im Umkreis von 200 Metern große Lebewesen als Punkte anzeigen kann. Neben Tanya und Tim, die als Testpersonen fungieren, erscheint plötzlich ein dritter Punkt auf dem Bildschirm und verschwindet, bevor Doc ihn identifizieren kann. Nachts treffen Doc und Tim auf die Kreatur. Doc will sie mit einem Betäubungsgewehr unschädlich machen, doch wehrt die Kreatur die Pfeile einfach ab. Um die panisch gewordenen Frauen zu beruhigen, erzählt Doc auch noch die dritte Geschichte um die Boggy-Creek-Kreatur, so habe sie einst Oscar Culpotter auf dem Klohäuschen überrascht.
Doc und die anderen treffen im Dorf unweit ihres Rastplatzes auf Deputy Williams, der vor kurzer Zeit von der Kreatur und einer kleineren Kreatur beim Fischausnehmen überrascht wurde. Beide Wesen stahlen seinen Fisch, taten ihm jedoch nichts. Williams rät ihnen, Old Man Crenshaw aufzusuchen, der angeblich sehr häufig die beiden Kreaturen sehe. Während Doc und Tim zunächst versuchen, der Spur der Boggy-Creek-Kreatur von ihrem Zeltplatz aus zu folgen, will Leslie aus dem Sumpfgebiet fliehen. Sie stiftet Tanya zur Flucht mit dem Jeep an, doch bleiben beide Frauen im Schlamm stecken. Hier werden sie nachts von der Kreatur überrascht, können jedoch zurück zum Lager fliehen. Am nächsten Morgen fährt die Gruppe per Boot zu Old Man Crenshaw. Der verhält sich merkwürdig und brennt in der Dämmerung große Holzstapel ab. Er zeigt Doc schließlich, dass er die kleinere der beiden Kreaturen gefangen hat. Sie ist sehr geschwächt; Doc schlussfolgert, dass die große Boggy-Creek-Kreatur nur so aggressiv war, weil sie die kleine wiederhaben will. Während eines hereinbrechenden Gewitters attackiert die große Kreatur Old Man Crenshaws Haus. Tm hält den Mann mit einer Pistole in Schach, während Doc der Kreatur die verletzte kleine Kreatur aushändigt. Am nächsten Morgen hat Old Man Crenshaw erkannt, dass sein Verhalten falsch war und beide Kreaturen in Freiheit leben sollen. Doc wiederum ahnt, dass er zögern wird, anderen etwas von seinem Zusammentreffen mit den Boggy-Creek-Wesen zu erzählen.

## Produktion
Boggy Creek II: And the Legend Continues wurde in Arkansas gedreht. Die Kostüme schufen Dorene Hedin, Carmen Higgs und Patricia Hinds. Es war nach The Legend of Boggy Creek (1972) und Return to Boggy Creek (1977) der dritte Film, der sich mit dem mysteriösen „Fouke-Monster“ befasst. Charles B. Pierce war auch Regisseur von The Legend of Boggy Creek gewesen; er nannte seinen Film Boggy Creek II, um ihn als Fortsetzung seines ersten Films zu kennzeichnen; der Film aus dem Jahr 1977 entstand hingegen unter der Regie von Tom Moore.
Boggy Creek II: And the Legend Continues lief im Dezember 1985 in den US-amerikanischen Kinos an. Die Comedy-Fernsehreihe Mystery Science Theater 3000 (MST3K) stellte den Film im Mai 1999 vor, wobei er im Stil der Reihe humoristisch kommentiert wurde.